# Alamillobrug
De Alamillobrug (Spaans: Puente del Alamillo) is een tuibrug over de Guadalquivir in Sevilla, Spanje. De brug werd gebouwd als onderdeel van de verbeteringen in de infrastructuur voor de Expo '92. Santiago Calatrava maakte het ontwerp voor de brug. De brug werd tussen 1987 en 1992 gebouwd en is 250 meter lang. Ze verbindt de wijk Triana, ten westen van de rivier, met het stadscentrum.
Calatrava's Sundial Bridge in Redding, Verenigde Staten (2004), de Erasmusbrug in Rotterdam (1996), en de Snarenbrug in Jeruzalem, Israël (2008), hebben een vergelijkbaar ontwerp.

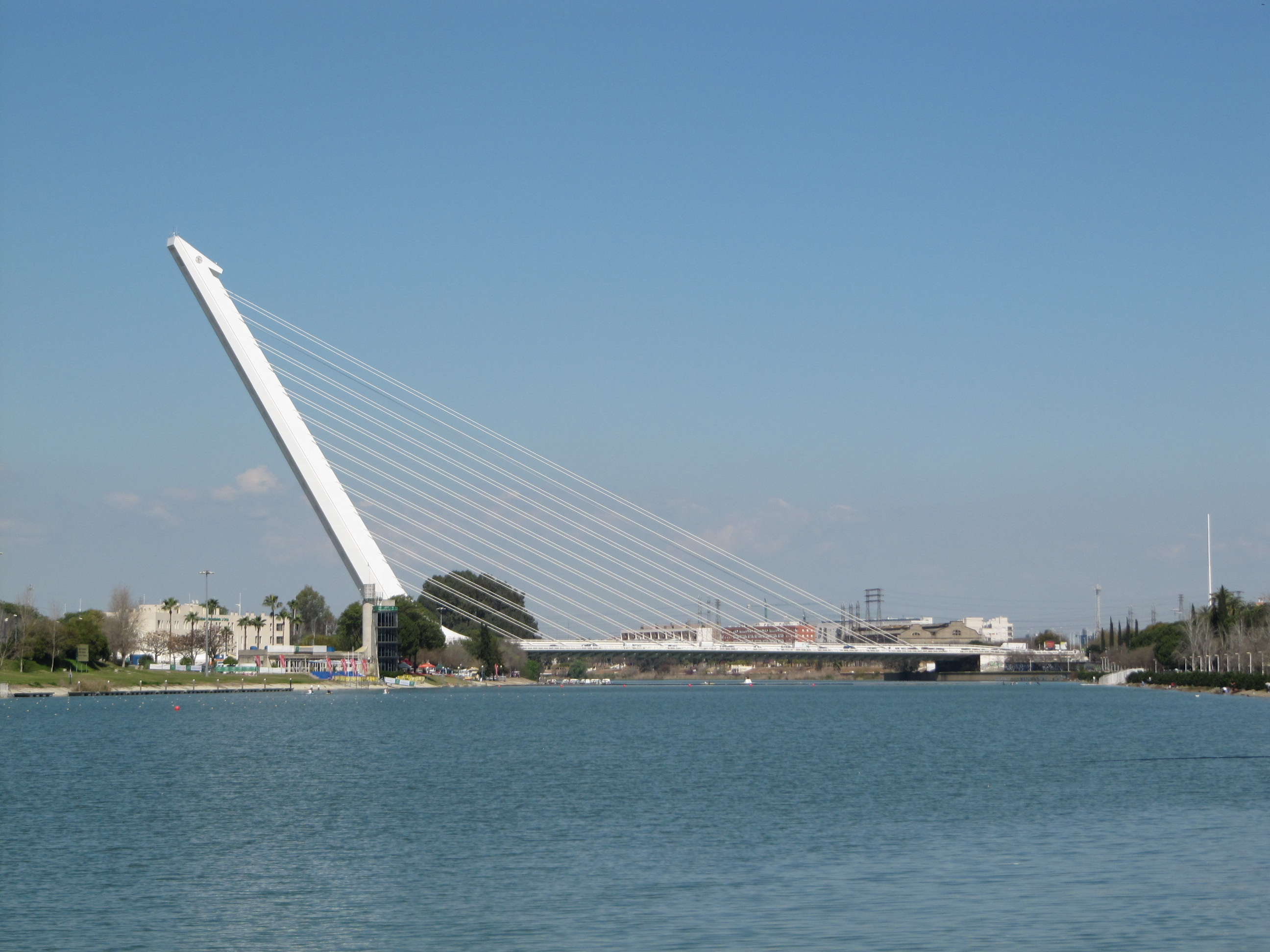
De brug overdag

Van noord naar zuid: Alamillobrug · Puente de la Barqueta · Pasarela de la Cartuja · Puente del Cristo de la Expiración · Puente de Isabel II · Puente de Alfonso XIII (voormalig) · Puente de San Telmo · Puente de los Remedios · Puente del V Centenario